# 핫 밀크 케이크

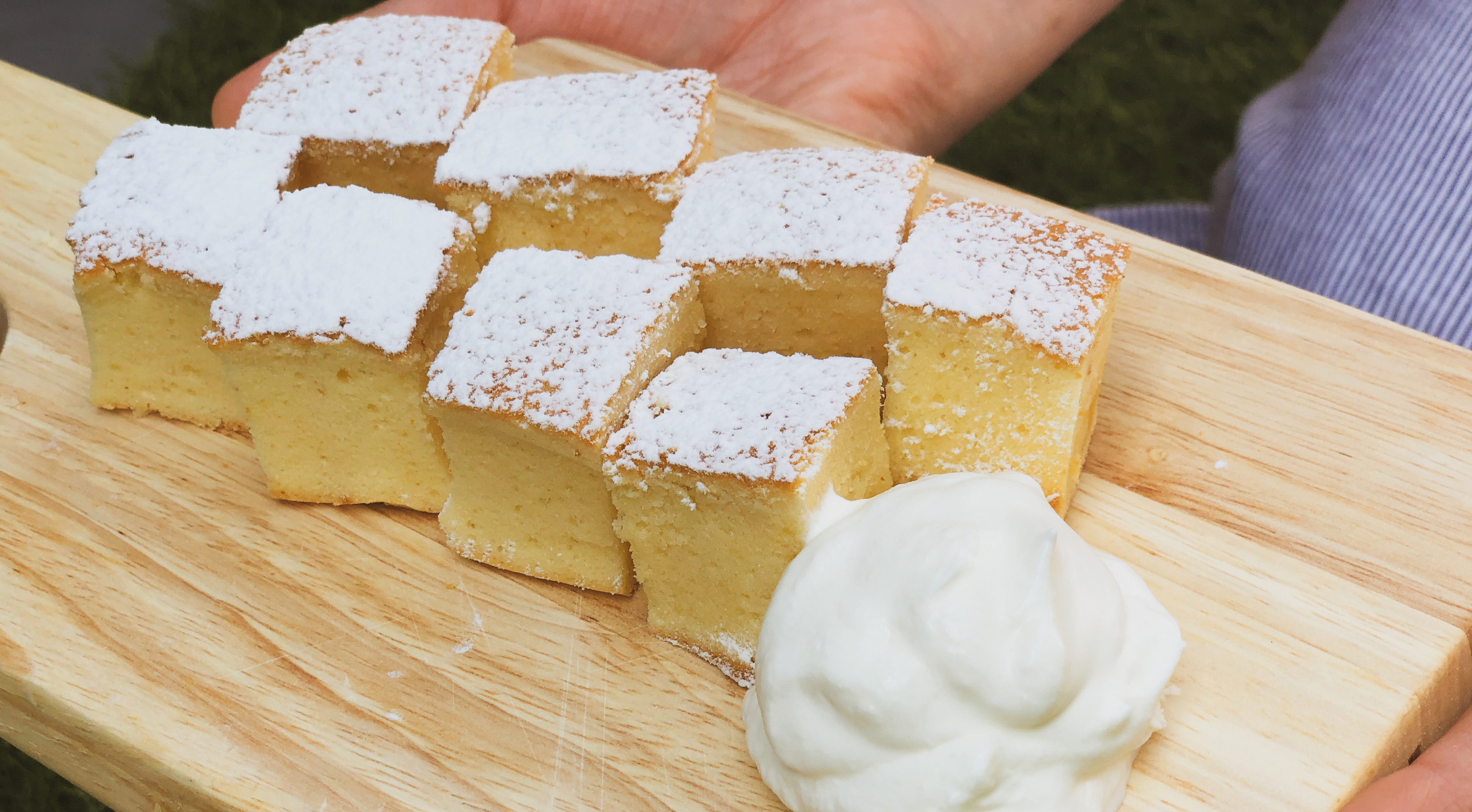

핫 밀크 케이크(hot milk cake)는 미국 요리의 버터 스펀지 케이크이다. 시트 케이크나 겹 케이크로 만들 수도 있고, 튜브팬에 구워도 된다. 뜨거운 우유와 버터가 케이크에 파운드 케이크와 비슷한 독특한 질감을 선사한다.
핫 밀크 케이크는 반죽의 액체 성분인 데운 우유에서 독특한 맛을 얻는다. 엔젤푸드 케이크나 제누아즈 등 전통적인 스펀지 케이크와는 달리 계란 흰자 대신 베이킹파우더를 발효제로 넣어 빅토리아 스펀지처럼 버터로 만들 수 있다는 점에서 다르다. 계란은 노른자와 흰자를 따로 휘젓는 대신 통째로 휘핑한다.